# المرأة في أستراليا
لطالما وصفت المرأة في أستراليا بأنها أكثر استقلالًا واعتمادًا على الذات عن نظيراتها في بعض البلاد الأخرى. فيمتلكن الحقوق والمكانة والفرص الممنوحة لرجال أستراليا.

## التاريخ

### الاستعمار

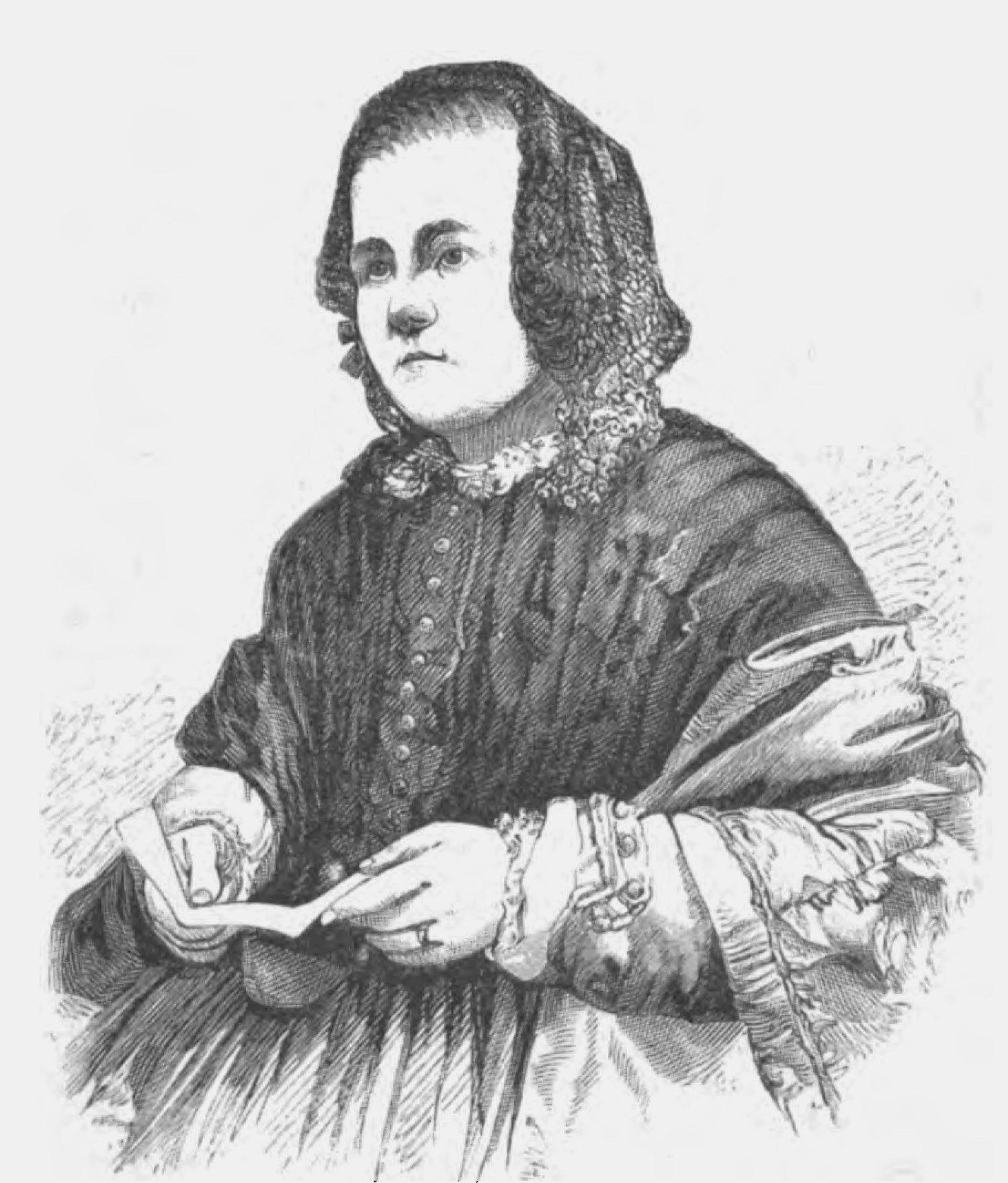
كانت كارولين تشيسهولم محامية قيادية في قضايا المرأة ومساندة للعائلات في السياسات الاستعمارية.

لطالما حرصت الإدارات الاستعمارية المبكرة على معادلة عدم التوازن في جنس السكان الناجمة عن استيراد أعداد كبيرة من الرجال المحكوم عليهم. بين عامي 1788 و1792، استحضر نحو 3546 ذكر و766 أنثى إلى سيدني. ثم لعبت المرأة دورًا هامًا في التعليم والمجتمع خلال الفترات الاستعمارية. وقد اهتمت زوجة المحافظ إليزابيث ماكواري برعاية النساء المحكوم عليهن. وممن عاصروها أيضًا كانت إليزابيث مكارثر، والتي عرفت ب«قوتها النسوية» من خلال مساندة تشييد صناعة صوف المارينو أثناء إخفاء زوجها جون مكارثر القسري من الاستعمار بعد أحداث تمرد رام.
بوصول راهبات المحبة الكاثوليكية عام 1838، بدأن العناية الرعوية لسجن النساء وزيارة المستشفيات والمدارس وتوظيف النساء المحوم عليهن. كما أنشأن مستشفيات في أربعة من الولايات الشرقية، بدءً بمستشفى القديسة فينسنت، سيدني عام 1857 كمستشفى مجانية للجميع عامة، وللفقراء خاصةً. وأنشأت كارولين تشيسهولم (1808-1877) ملجأً للنساء المهاجرات وعملت على رعاية النساء في المستعمرات في أربعينيات القرن التاسع عشر. جهود كارولين الإنسانية أكسبتها شهرة في إنجلترا وتأثيرًا عظيمًا لدعم الأسر في المستعمرات. أسس جون بيدي بولدينغ، أول أسقف كاثوليكي بسيدني، نظامًا أستراليًا للراهبات عام 1857 ليعملن في التعليم والعمل المجتمعي. وتأسست أخوية القديس جوزيف في جنوب أستراليا بواسطة القديسة ماري ماكيلوب والأب جوليان تينيسون وودز عام 1867. وتنقلت ماكليوب عبر أسترالاسيا وأسست مدارس وأديرة ومؤسسات خيرية. أعلنت قداستها بواسطة بندكت السادس عشر عام 2010، لتصبح أول شخص أستراليّ يُكرّم بهذه الحفاوة من قبل الكنيسة الكاثوليكية.

### 1901-1945

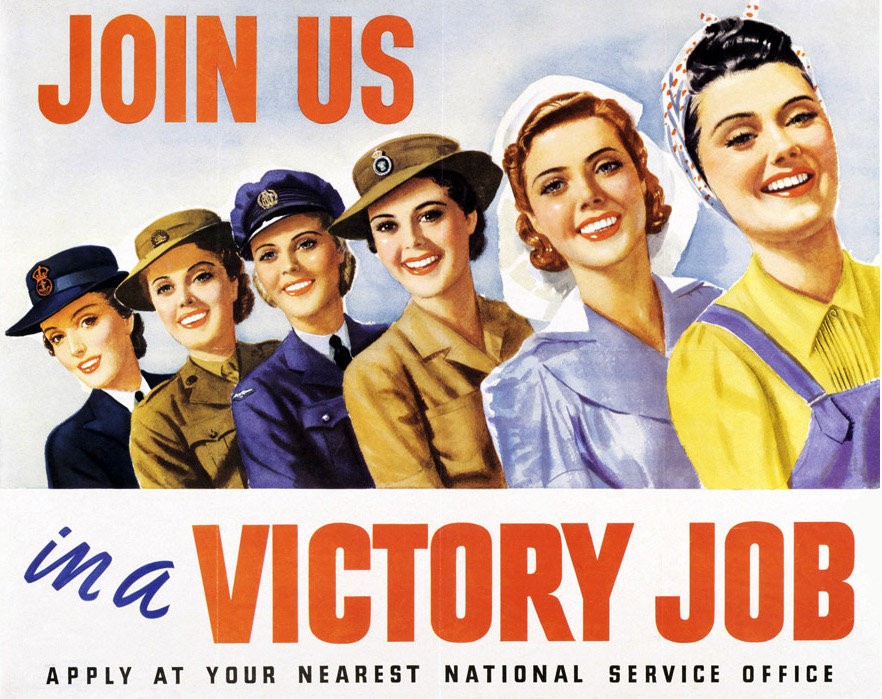
في الحرب العالمية الثانية، حثت دعايا الحكومة المرأة للمساهمة في استعدادات الحرب بالانضمام لواحد من الفروع النسوية للقوات المسلحة أو الانضمام للقوى العاملة

شاركت النساء بقوة في جهود الحرب، مع بعض الشعارات الانهزامية أو مقاومة سياسيات الحكومة. وفي عام 1922، تأسس اتحاد نساء الريف بنية تحسين حيوات النساء في ريف أستراليا. وتوسّع الأمر منذ ذلك ليصبح أكبر منظمة نسوية في البلاد.

### منذ عام 1945
في عام 1974، حكمت محكمة الكومنولث للوساطة والتحكيم للنساء بأن يحصلن على الأجور الكاملة للبالغين. وعلى الرغم من ذلك، ظلت مقاومة توظيف المرأة في بعض الصناعات مستمرةً حتى سبعينيات القرن العشرين. وبسبب اعتراض الحركات النقابية، تطلب الأمر الانتظار حتى عام 1975 ليتم الاعتراف بالنساء كسائقات لترام ميلبورن، تلى ذلك رفض السير ريجينالد أنسيت السماح للنساء بالتدرب كطيارات عام 1979.

### الاقتراع

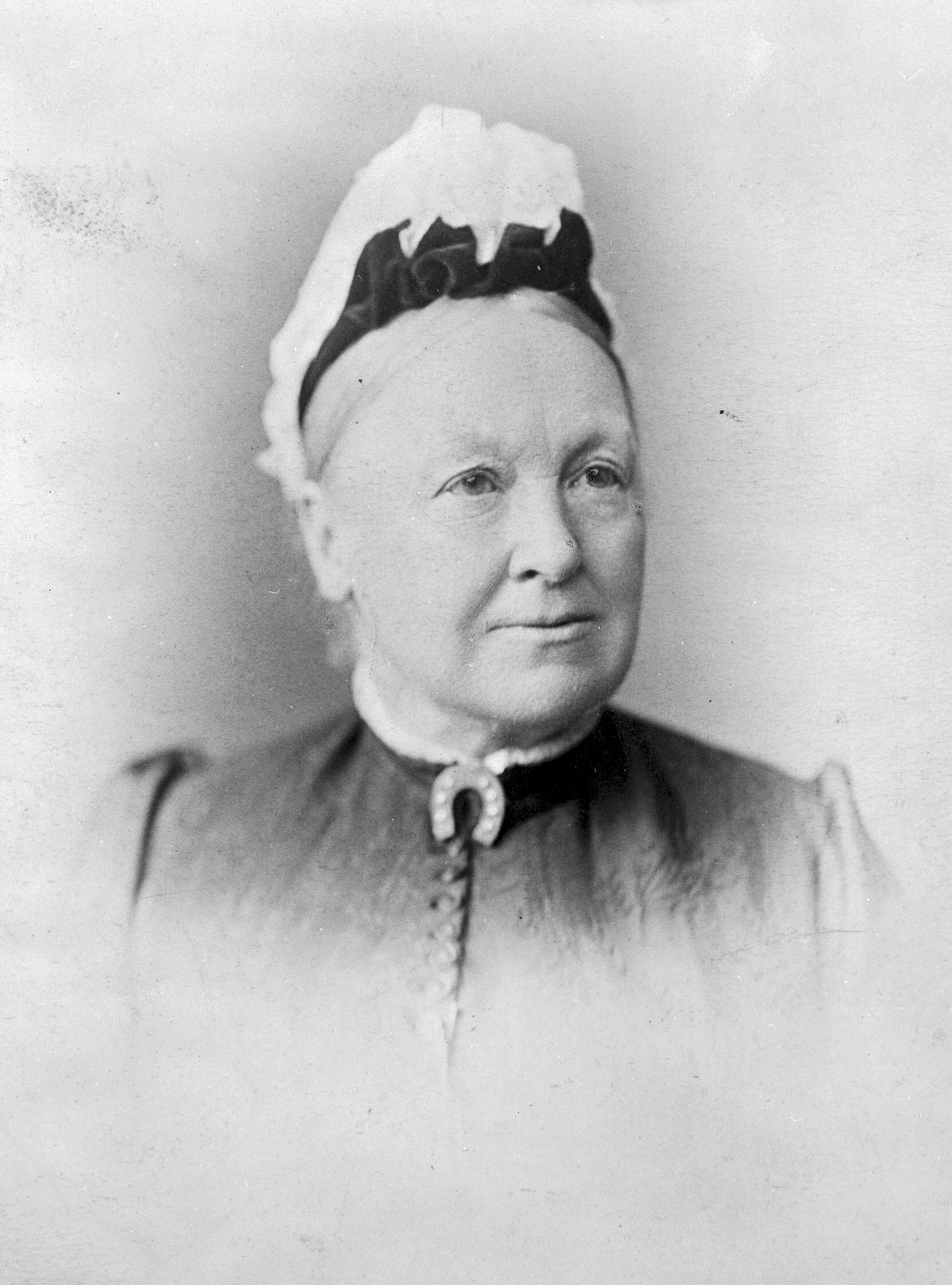
مناضلة حق النساء في الاقتراع، كاثرين هيلين سبينس (1825-1910). عام 1895، ومن بين أولى نساء العالم، حصلت نساء جنوب أستراليا على حق التصويت، كما أصبحن الأوائل في الترشح للبرلمان.

سبقت أستراليا العالم في منح النساء حق التصويت بنهاية القرن التاسع عشر. وقد منحت النساء في مستعمرات جنوب أستراليا حق التصويت في الانتخابات المحلية (لكن ليست الانتخابات البرلمانية) عام 1861. أسست هينريتا جوجديل أول مجتمع للنساء المطالبات بحق الاقتراع في ملبورن عام 1884. وأصبحت النساء قادرات على الانتخاب لبرلمان جنوب أستراليا عام 1895. وقد كان ذلك هو أول تشريع في العالم يسمح للنساء بالترشح للانتخابات على المناصب السياسية، وفي عام 1897، أصبحت كاثرين هيلين سبينس أول سيدة تترشح لمنصب سياسي، لكنها لم توفق لمنصب ممثل الاتفاقية الفدرالية في الاتحاد الفيدرالي الأسترالي.
انتخبت إديث كوان للجمعية التشريعية بغرب أستراليا عام 1921. وأصبحت السيدة إنيد ليونز أول امرأة تحصل على منصب وزاري عام 1949 في وزارة روبرت مينزيس، وأخيرًا انتخبت روزميري فوليت كرئيسة وزراء إقليم العاصمة الأسترالية عام 1989، وتصبح بذلك أول امرأة تنتخب لقيادة ولاية أو إقليم. بحلول 2010، أصبح في سيدني، أقدم مدن أستراليا، قادة من النساء يشغلن كل منصب سياسي رئيسي أعلاهن، فترأست كلوفر موري منصب السيد العمدة، وكريستينا كينيلي منصب رئيس الوزراء في نيو ساوث ويلز، وتولت ماري بشير منصب الحاكم نيو ساوث ويلز، أما جوليا غيلارد فتولت رئاسة الوزراء، وكوينتين بروس الحاكم العام لأستراليا وإليزابيث الثانية كملكة أستراليا.